# Lego Indiana Jones 2: Die neuen Abenteuer
Lego Indiana Jones 2: Die neuen Abenteuer ist ein Videospiel, welches von Traveller’s Tales entwickelt wurde und von LucasArts veröffentlicht wurde. Es ist die Fortsetzung des Spiels Lego Indiana Jones: Die legendären Abenteuer von 2008. Das Spiel ermöglicht dem Spieler, in allen vier Filmen zu spielen, einschließlich des neuesten Films in der Reihe, Indiana Jones und das Königreich des Kristallschädels, der im vorigen Spiel nicht enthalten war. Das Spiel ist zwar eigentlich der Nachfolger, beinhaltet jedoch auch die vorigen 3 Filme aus dem ersten Teil des Spiels. Dafür wurden allerdings neue Level gestaltet. Das Spiel ist auf Wii, Xbox 360, PlayStation 3, Nintendo DS, PlayStation Portable, Mac OS X und Microsoft Windows spielbar. Die Mac - Version des Spiels wurde am 28. April 2011 von Feral Interactive veröffentlicht.

## Gameplay
In Lego Indiana Jones 2: Die neuen Abenteuer steuert der Spieler eine LEGO-Figur durch Umgebungen aus den Filmen. Jeder Film ist in fünf Level unterteilt – außer Das Königreich des Kristallschädels, der in 3 Teile unterteilt wurde, die je aus 5 Leveln bestehen. In allen Leveln des Spiels muss der Spieler verschiedenste Gegner besiegen und in den sogenannten Fahrzeug-Leveln mit Hilfe seines Fahrzeugs die gegnerischen Fahrzeuge zerstören. Im letzten Level jedes Teils findet ein Bosskampf statt, wo der Hauptbösewicht besiegt werden muss. Lego Indiana Jones 2 enthält außerdem einen Creator-Modus, in dem der Spieler eigene Level erstellen kann. Der 2-Spieler-Modus wurde außerdem verbessert: In früheren Teilen der LEGO-Serie mussten beide Spieler immer nah zusammen sein – nun können beide Charaktere frei herumlaufen, denn der Bildschirm wird, wenn die Entfernung der beiden Spieler zu groß ist, einfach geteilt.

## Rezeption
Bei der Veröffentlichung erhielt das Spiel allgemein gemischte Kritiken. GameTrailers hielt es für repetitiver als frühere Titel. Brian Crescente von Kotaku meinte, dass das Spiel auf vielen Ebenen überzeugt und empfahl es gegenüber dem ersten Spiel. Matt Miller von Game Informer bezeichnete die Grafik aufgrund der Farbgebung und des verstärkten Fokus auf Animationen als die beste aller vorangegangenen Lego-Spiele.